# Svojanov
Svojanov (en allemand : Swojanow) est un bourg (městys) du district de Svitavy, dans la région de Pardubice, en République tchèque. Sa population s'élevait à 354 habitants en 2024.

## Géographie
Svojanov est arrosée par la Křetínka, un affluent de la Svitava, et se trouve à 15 km au sud-est de Polička, à 16 km au sud-sud-ouest de Svitavy, à 65 km au sud-est de Pardubice et à 151 km à l'est-sud-est de Prague.
La commune est limitée par Bystré et Rohozná au nord, par Lavičné, Bělá nad Svitavou et Vítějeves à l'est, par Bohuňov au sud-est, par Kněževes au sud, et par Trpín et Hartmanice à l'ouest.

## Histoire
La première mention écrite de la localité date de 1287. La commune a le statut de městys depuis le 10 octobre 2006.

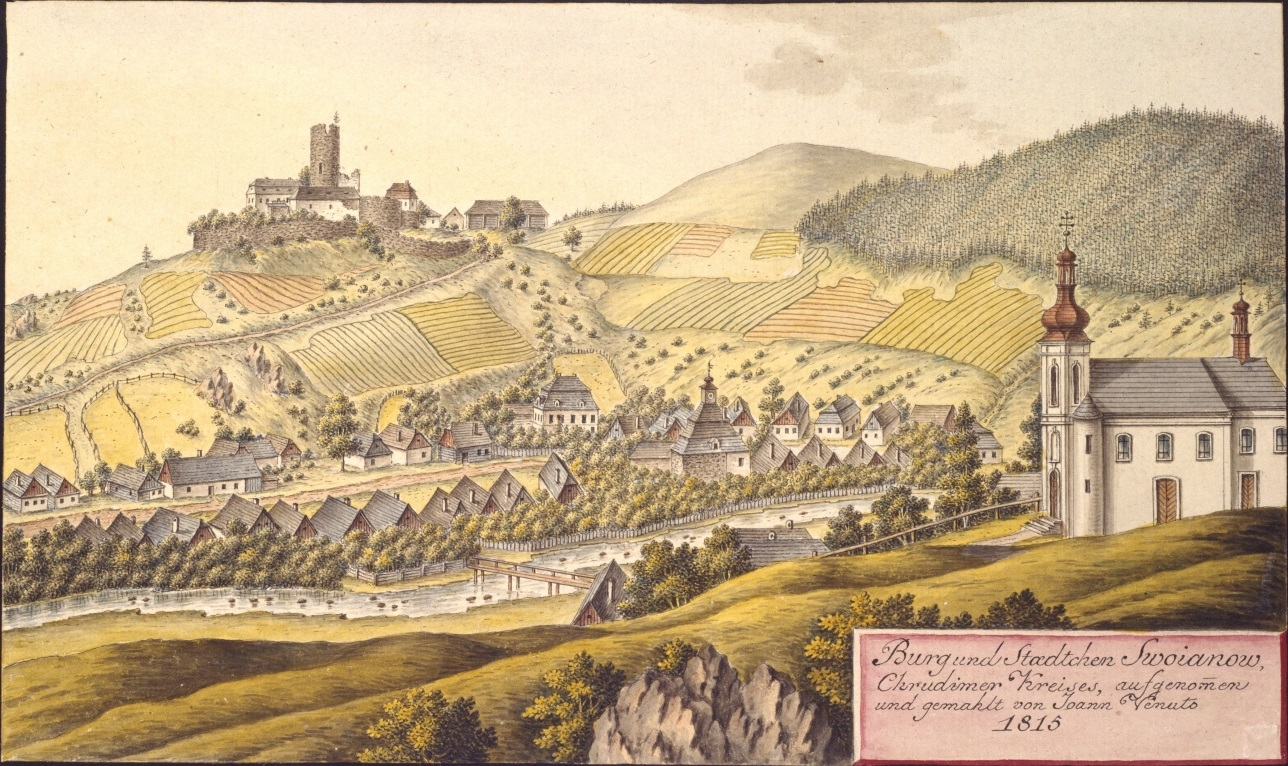
Svojanov en 1815, par Joann Venuto.
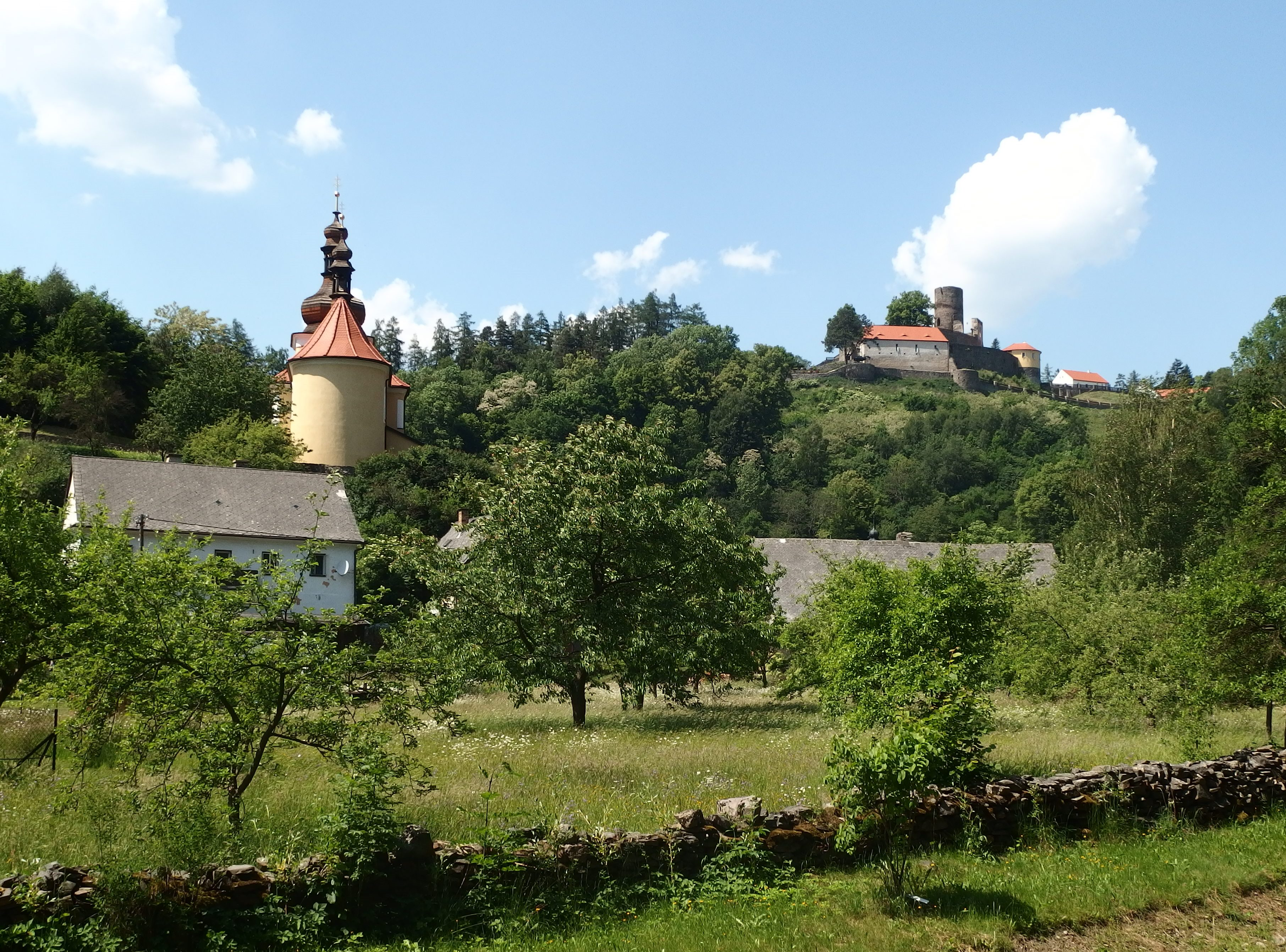
Église et château de Svojanov.

## Administration
La commune se compose de six sections :
- Dolní Lhota
- Hutě
- Předměstí
- Starý Svojanov (Svánov)
- Studenec
- Svojanov

## Galerie

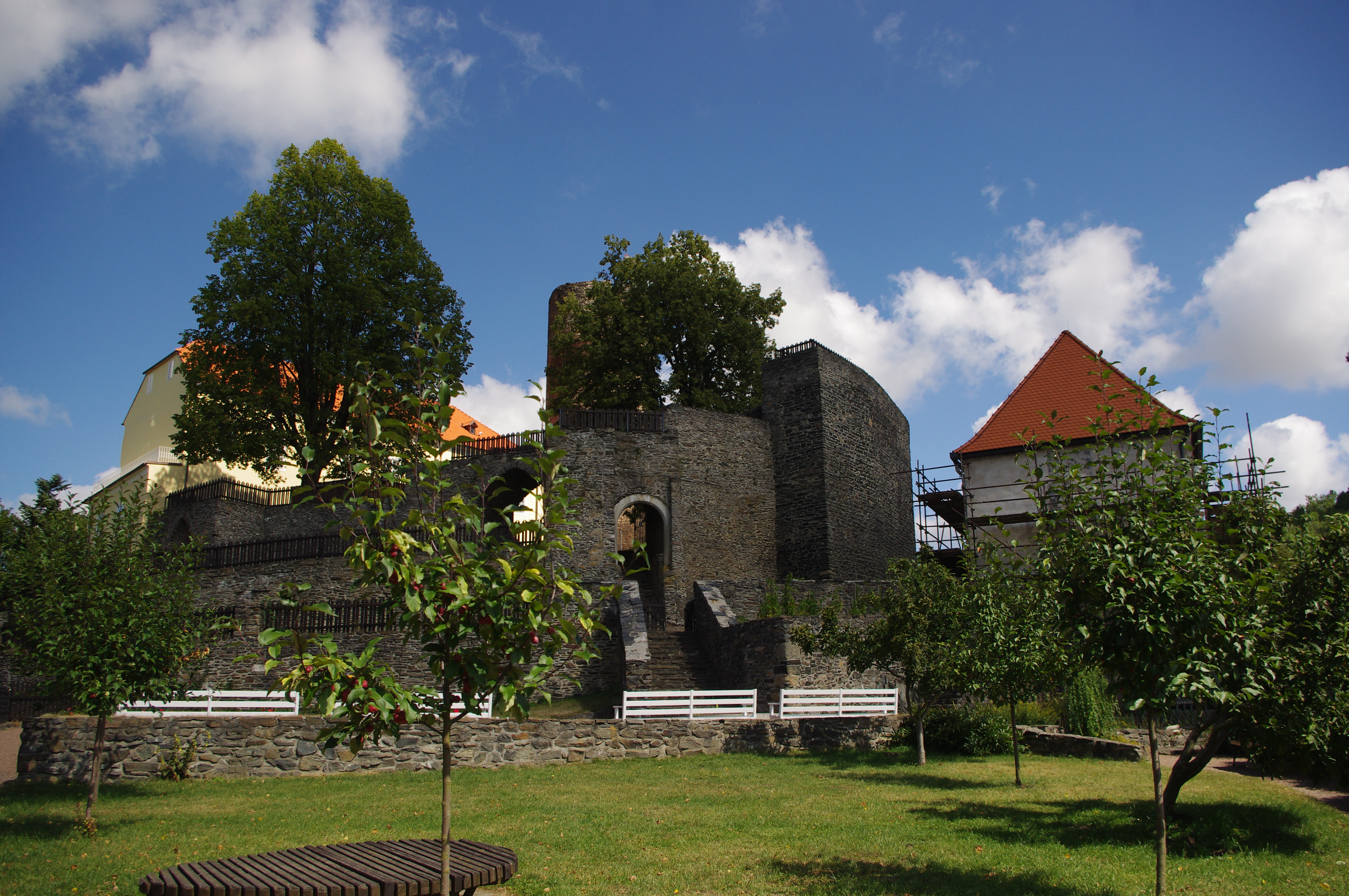
Château de Svojanov.
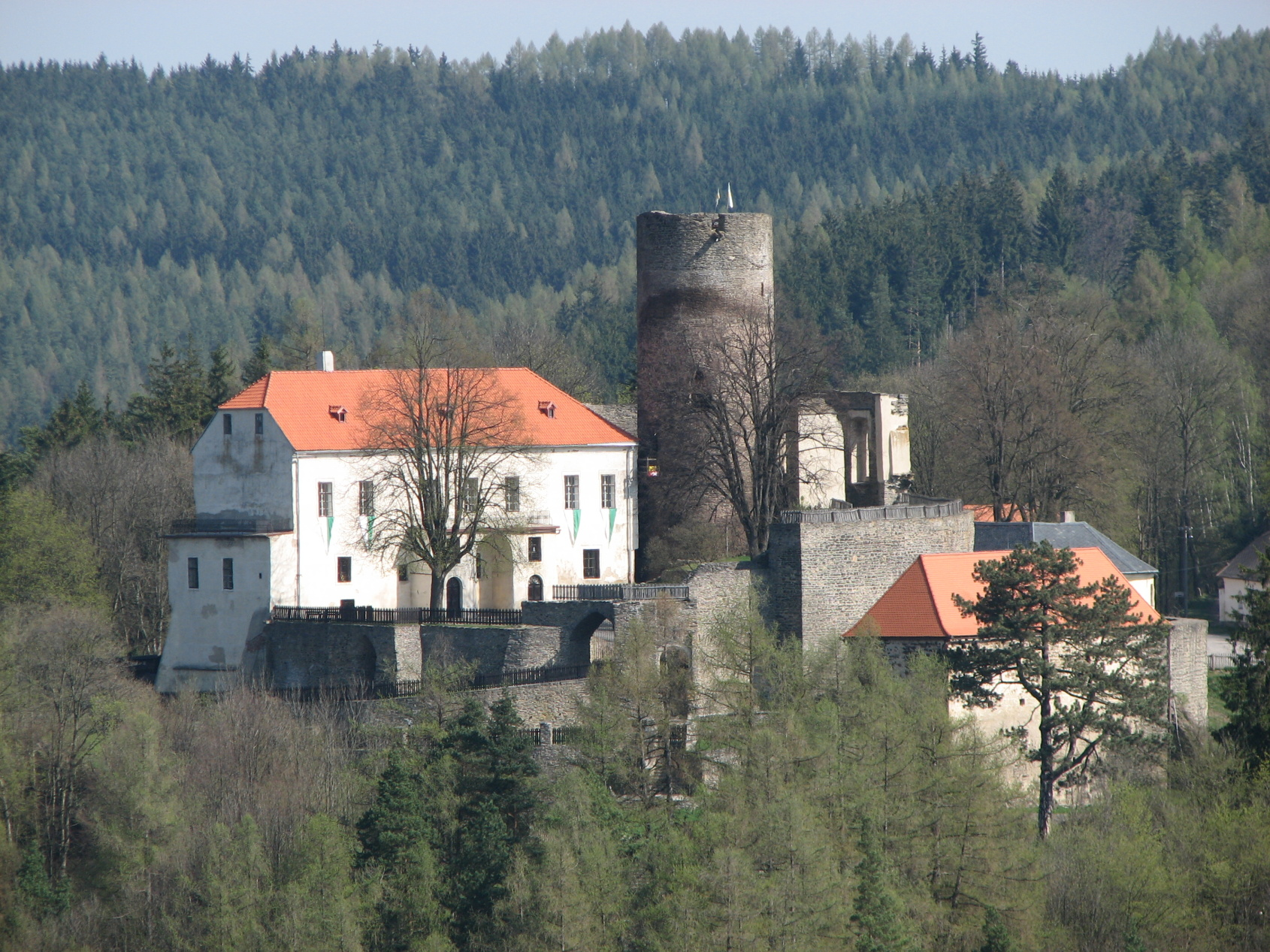
Tour du château.

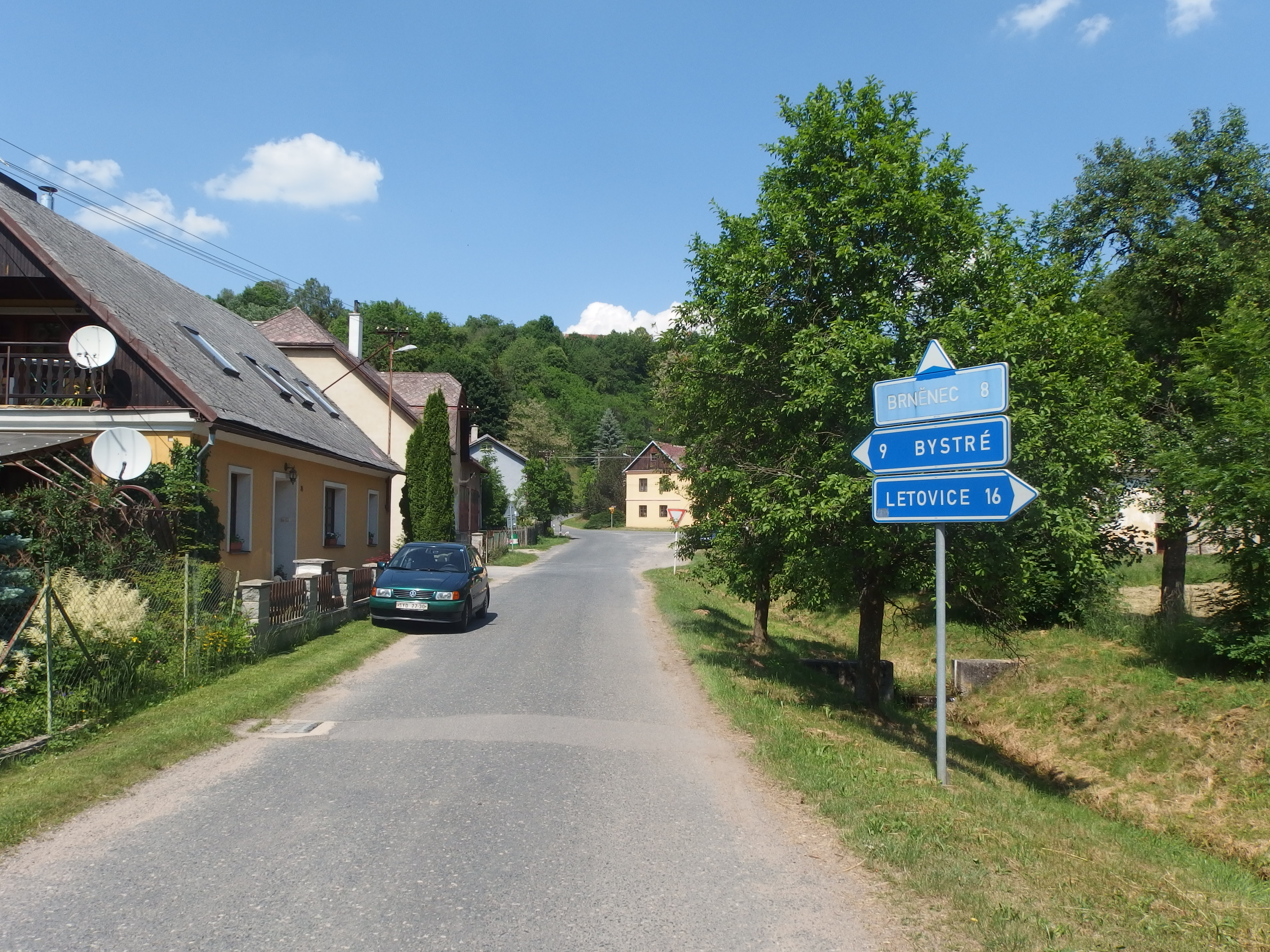
Rue de Předměstí.
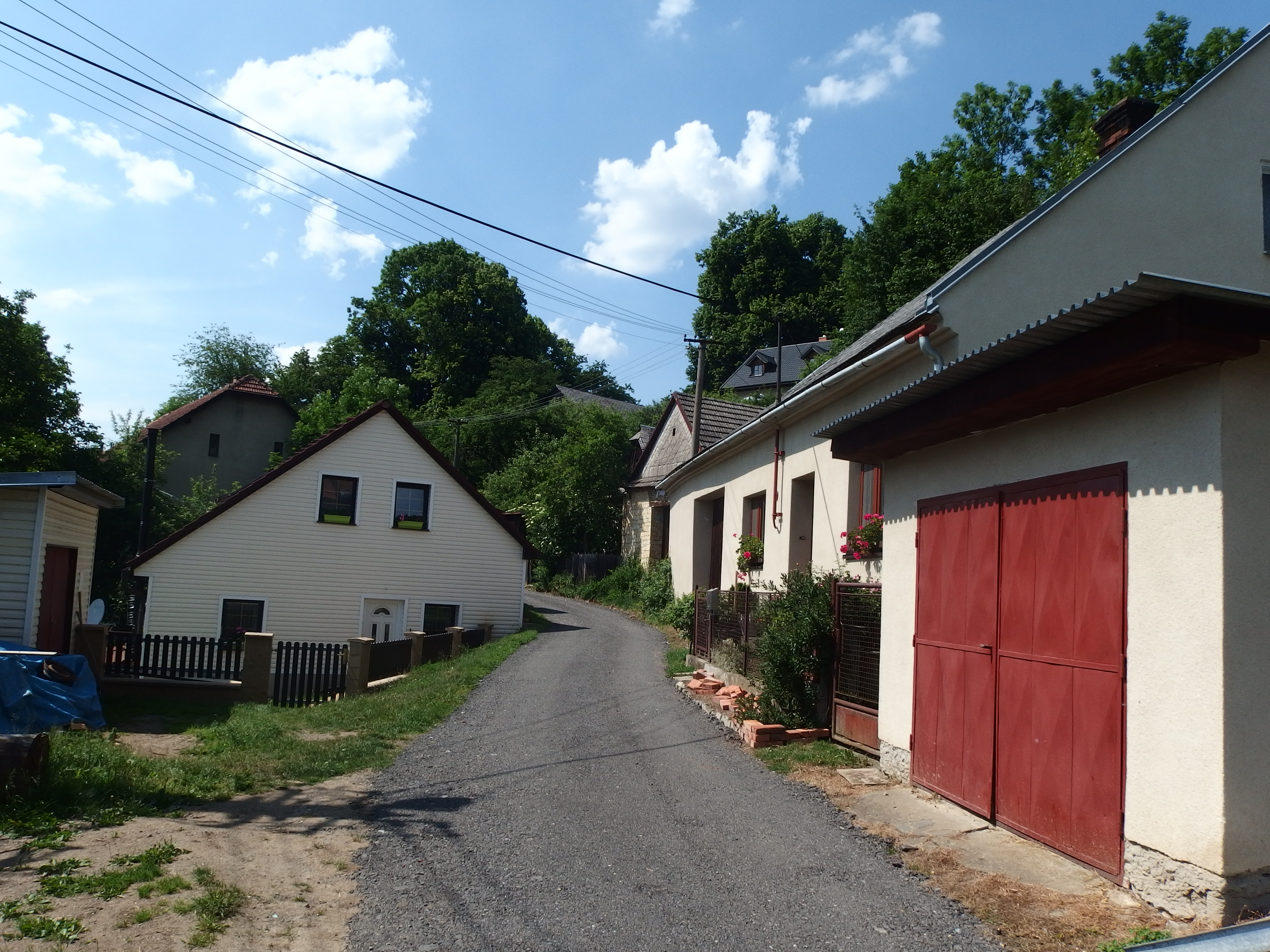
Rue de Studenec.

## Transports
Par la route, Svojanov se trouve à 10 km de Moravská Třebová, à 27 km de Svitavy, à 92 km de Pardubice et à 205 km de Prague. 